# Cross (sèrie de televisió)
Cross és una sèrie de televisió de thriller criminal estatunidenca creada per Ben Watkins, basada en la sèrie de novel·les Alex Cross escrita per James Patterson. És protagonitzada per Aldis Hodge, Isaiah Mustafa i Juanita Jennings, i es va estrenar a Amazon Prime Video el 14 de novembre de 2024 amb subtítols en català.

## Sinopsi
La sèrie segueix l'Alex Cross, un detectiu, psicòleg forense, pare afectuós i home de família, que s'obsessiona a aprofundir en la ment dels assassins i les víctimes per identificar les víctimes i atrapar els assassins.

## Repartiment
- Aldis Hodge com a Alex Cross
- Isaiah Mustafa com el detectiu John Sampson
- Juanita Jennings com a Regina Cross
- Sharon Taylor com el tinent Oracene Massey
- Melody Hurd com a Janelle Cross
- Jennifer Wigmore com el cap Anderson
- Caleb Elijah com a Damon Cross
- Samantha Walkes com a Elle Monteiro
- Ryan Eggold com a Ed Ramsey
- Alona Tal com a Kayla Craig
- Eloise Mumford com a Shannon Witmer
- Johnny Ray Gill com a Bobby Trey

## Producció

### Context
El primer llibre d'Alex Cross es va publicar el 1993, i des de llavors es van publicar 31 noves novel·les, així com dues novel·les curtes i tres llibres centrats en el fill d'Alex, l'Ali. El personatge de Cross també ha aparegut en tres llargmetratges: Kiss the Girls (1997) i Along Came a Spider (2001) (amb Morgan Freeman en el paper d'Alex Cross) i Alex Cross (2012) (amb Tyler Perry com a Cross).

### Desenvolupament
El 22 de gener de 2020, es va anunciar que Amazon Studios, Paramount Television Studios i Skydance Television s'unien per desenvolupar una sèrie de televisió basada en les novel·les d'Alex Cross de James Patterson. El 27 d'octubre de 2022, Prime Video va encarregar la sèrie, amb Aldis Hodge en el paper principal i també com aproductor, i Ben Watkins com a productor creador i guionista. La sèrie està produïda per Patterson, Watkins, Sam Ernst, Jim Dunn, Craig Siebels, Bill Robinson, Patrick Santa, David Ellison, Dana Goldberg i Matt Thunnel. El 30 d'abril de 2024, es va anunciar que abans de l'estrena de la temporada 1, la sèrie s'havia renovat per a una segona temporada.

### Càsting
El 29 de novembre de 2022, es va anunciar que Ryan Eggold i Isaiah Mustafa s'havien unit al repartiment. El 8 de desembre de 2022, es va anunciar que Karen LeBlanc, Melody Hurd, Juanita Jennings, Caleb Elijah, Jennifer Wigmore i Samantha Walkes s'hi havien afegit. LeBlanc va ser substituït posteriorment per Sharon Taylor.
Després de l'anunci de renovació de la segona temporada, Jeanine Mason es va afegir al repartiment per a la nova temporada. Wes Chatham i Matthew Lillard també s'hi van afegir.

## Estrena
Els vuit episodis de la primera temporada es van publicar a Amazon Prime Video el 14 de novembre de 2024.